# Will Durant
William James Durant (ur. 5 listopada 1885 w North Adams, Massachusetts, zm. 7 listopada 1981 w Los Angeles) – amerykański historyk, filozof i pisarz. Zasłynął głównie dzięki napisaniu wspólnie ze swoją żoną Ariel Durant (1898–1981) książki pod tytułem Historia cywilizacji (11 tomów). Napisał także książkę o historii filozofii. W 1977 roku wyróżniony Medalem Wolności.